# Rissoina triticea
Rissoina triticea är en snäckart. Rissoina triticea ingår i släktet Rissoina och familjen Rissoidae. Inga underarter finns listade i Catalogue of Life.